# 小叶蔷薇
小叶蔷薇（学名：Rosa willmottiae）为蔷薇科蔷薇属下的一个种。

## 扩展阅读
- 維基物種上的相關：小叶蔷薇